# Nachtigallzaunkönig
Der Nachtigallzaunkönig (Microcerculus philomela) ist eine Vogelart aus der Familie der Zaunkönige (Troglodytidae), die in Mexiko, Guatemala, Belize, Honduras, Nicaragua und Costa Rica verbreitet ist. Der Bestand wird von der IUCN als nicht gefährdet (Least Concern) eingeschätzt. Die Art gilt als monotypisch.

## Merkmale
Der Nachtigallzaunkönig erreicht eine Körperlänge von etwa 10,0 bis 11,5 cm bei einem Gewicht der Männchen von 17,4 bis 21,5 g und der Weibchen von 16,4 bis 17,4 g. Die Oberseite ist kräftig dunkelbraun. Die Schwungfedern graubraun mit breiten braunen Säumen. Die Flügeldecken sind graubraun. Die großen Handdecken haben einen helle subterminalen Streifen, der an dunkler Färbung grenzt. Dieser Streif wird zum Schaft der Federn heller. Am Schaft wird das zum gelbbraunen oder weißen Fleck, was ihn zu einem unauffälligen Streif aus hellen Flecken macht. Die Steuerfedern sind schwärzlich braun. Die Unterseite ist matt dunkelgrau, welches durch dunkel bräunliches Schwarze stark geschuppt wirkt. Die Schuppen sind an der Kehle deutlicher und fallen bei den Männchen im Allgemeinen etwas stärker aus. Die Flanken und der Bauch sind dunkelbraun mit mehr oder weniger graubraunschwarzen Schuppen. Die Augen sind dunkelbraun, der Schnabel schwarz bzw. an der Dillenkante hornfarben und die Beine schwarz. Beide Geschlechter ähneln sich. Jungtiere zeigen mehr Kontraste in der Färbung von Ober- und Unterseite, haben aber weniger Schuppen auf der Unterseite. Er ähnelt sehr dem Schuppenbrust-Zaunkönig (Microcerculus marginatus (Sclater,PL 1855)), doch ist dieser blasser auf der Unterseite und zeigt weniger Schuppen.

## Verhalten und Ernährung
Aus Costa Rica wurden von Insekten, Asseln, Webspinnen und Hundertfüßer als Nahrung berichtet. Seine Insekten sucht er sich vorzugsweise auf dem Boden oder im Unterholz. Es wurde auch beobachtet, wie er Wanderameisen folgt, um sich die Insekten zu erbeuten, die vor diesen fliehen. Der Nachtigallzaunkönig scheint sehr territorial zu sein. Bei Forschungsversuchen mit Stimmaufnahmen anderer Nachtigallzaunkönige antwortete er energisch. Er ist meist alleine unterwegs.

## Lautäußerungen
Der Gesang des Nachtigallzaunkönigs kann als eindringlich beschrieben werden. Wenn man ihm zuhört, so kann man kein richtiges Gesangsmuster erkennen. Er besteht aus einer an- und absteigenden Serie von hi hoo, hi hoo, hoo hoo hi hoo, ss hoo hi... oder ti ti-ti-ti ssi ti ti-ti-ti-ti-ti ti ti-ti ssi...-Pfiffen. Bei Forschungsarbeiten wurde trotzdem eion Muster aus 32 Tönen entdeckt, die er per Zufallsprinzip von sich gibt. Außerdem gibt er scharfe stschep bzw. sttschip oder tseck-Töne von sich.

## Fortpflanzung
Wenig ist über die Brutbiologie des Nachtigallzaunkönigs bekannt. Die Brutsaison in Costa Rica ist von Mai oder Juni bis zumindest in den September.

## Verbreitung und Lebensraum

Verbreitungsgebiet des Nachtigallzaunkönigs (grün)

Der Nachtigallzaunkönig bevorzugt tropische Tiefebenen, speziell in ungestörtem immergrünen Primärwald und den daran angrenzenden Nebelwald. Er bewegt sich vorzugsweise im Inneren des Waldes. In Costa Rica findet man ihn an den atlantischen Vorgebirgshängen, auf der Pazifikseite meist nur in Schluchten und feuchten Wäldern.

## Migration
Es wird vermutet, dass der Nachtigallzaunkönig ein Standvogel ist.

## Etymologie und Forschungsgeschichte
Die Erstbeschreibung des Nachtigallzaunkönigs erfolgte 1861 durch Osbert Salvin unter dem wissenschaftlichen Namen Cyphorhinus philomela. Das Typusexemplar hatte Robert Owen im Departamento Alta Verapaz gesammelt. 1861 führte Philip Lutley Sclater die für die Wissenschaft neue Gattung Microcerculus ein. Dieser Name leitet sich von »mikros « für »klein« und »kerkos κερκος« für »Schwanz« ab. Der Artname »philomela« ist das lateinische Wort für »Nachtigall« und lässt sich aus dem griechischen »philos φιλος« für »liebend« und »melos μελος« für »Lied« ableiten.